# Enriqueta Vila Vilar
Enriqueta Vila Vilar   (Sevilla, 14 de maig de 1935) és una historiadora americanista i professora investigadora espanyola, membre, entre d'altres, de la Reial Acadèmia de la Història.

## Biografia
Llicenciada en Filosofia i Lletres per la Universitat de Sevilla, on es va doctorar en Història d'Amèrica el 1972, és especialista en història econòmica, de les relacions entre Espanya i Amèrica i de la tracta d'esclaus. Fins a 2015 ha estat professora investigadora en el Consell Superior d'Investigacions Científiques (CSIC) on va dirigir diferents projectes a l'Escola d'Estudis Hispano-Americans, entre d'altres, Estructura comercial y poder en la colonización de América i 'Relaciones de poder y comercio colonial: Sevilla y Cádiz como modelos o Presencia italiana en Andalucía y América. També ha dirigit diferents publicacions especialitzades, com Historiografía y Bibliografía Americanistas i Anuario de Estudios Americanos.

## Reconeixements
Enriqueta Vila és acadèmica numerària de la Real Academia Sevillana de Buenas Letras (1995), institució que va dirigir, i de la Reial Acadèmia de la Història; acadèmica corresponent de l'Academia Dominicana de la Historia (1995) i Academia Mexicana de la Historia (2002). Endemés, és patrona de la Fundació del Centro de Estudios Andaluces i pertany al consell de l'Instituto de la Cultura y de las Artes de Sevilla (ICAS)
Ha estat guadonada amb la Medalla d'Andalusia (2003), la Medalla d'Or de la Diputació de Sevilla, el Premi del Cabildo Alfonso X el Sabio i el de periodisme Joaquín Romero Murube que atorga el Diari ABC en la seva edició sevillana, entre d'altres.

## Obres
Sobre la seva producció acadèmica i divulgativa, ha publicat una trentena de llibres i un centenar d'articles en revistes acadèmiques i de divulgació. Entre els llibres, destaquen:
- Afroamérica. Textos históricos. Temáticas para la Historia de Iberoamérica, serie II. Colección Clásicos Tavera CD ROM. Madrid..
- Hispanismo e Hispanización: el Atlántico como nuevo nuevo Mare Nostrum, RAH, ISBN 978-84-15069-47-8
- Hipanoamérica y el comercio de esclavos, Universidad de Sevilla ISBN 978-84-472-1424-2
- Hispanoamérica y el comercio de esclavos. (Los asientos portugueses), CSIC. ISBN 978-84-00-03665-2
- Los abolicionistas españoles del siglo XIX, amb Luisa Vila Vilar. ISBN 978-84-7232-755-9
- Los Corzo y los Mañara, Universidad de Sevilla ISBN 978-84-472-1301-6